# 李中簡
李中简（1721年—1781年），字廉衣，一字子敬，号文园，直隸任丘縣长丰镇西郝村人。清朝政治人物、文學家。

## 生平
少受知于督学钱陈群，乾隆十三年（1748年）中式戊辰科进士，改翰林院庶吉士。累迁侍讲学士，充日讲起居注官，先後提督山东、云南学政。与边连宝、紀昀、戈涛、刘炳、戈岱、边继祖并称“瀛州七子”。以罣吏议罢官。

## 著作
工詩，有《就树轩诗》17卷、《赋颂诗》各2卷、《嘉树山房诗集》17卷，《杂体文》6卷、《嘉树山房文集》6卷刊本。《四库未收书辑刊》有《李文园先生全集》。